# Atletica leggera alla III Universiade
Le gare di atletica leggera alla III Universiade si sono svolte a Porto Alegre, in Brasile, dal 5 all'8 agosto 1963.

## Risultati

### Uomini
| Specialità             | Oro                                                                     | Prestazione | Argento                                                                        | Prestazione | Bronzo                                                             | Prestazione |
| 100 metri              | Enrique Figuerola                                                       | 10"34       | Ėdvin Ozolin                                                                   | 10"52       | Livio Berruti                                                      | 10"56       |
| 200 metri              | Ėdvin Ozolin                                                            | 21"44       | Dick Steane                                                                    | 21"55       | Livio Berruti                                                      | 21"60       |
| 400 metri              | Adrian Metcalfe                                                         | 46"75       | Joachim Reske                                                                  | 46"92       | Jacques Pennewaert                                                 | 47"02       |
| 800 metri              | Mamoru Morimoto                                                         | 1'48"1      | John Boulter                                                                   | 1'48"6      | Norbert Haupert                                                    | 1'49"5      |
| 1 500 metri            | John Whetton                                                            | 3'49"5      | Mamoru Morimoto                                                                | 3'49"6      | Karl Eyerkaufer                                                    | 3'49"7      |
| 5 000 metri            | Leonid Ivanov                                                           | 14'21"4     | Béla Szekeres                                                                  | 14'32"0     | Ron Hill                                                           | 14'43"2     |
| 110 metri ostacoli     | Anatoly Mikhailov                                                       | 14"17       | Giorgio Mazza                                                                  | 14"25       | Mike Hogan                                                         | 14"40       |
| 400 metri ostacoli     | Roberto Frinolli                                                        | 50"48       | Mike Hogan                                                                     | 51"52       | Salvatore Morale                                                   | 51"95       |
| 4×100 metri            | Ungheria Csaba Csutorás László Mihályfi István Gyulai Gyula Rábai       | 40"98       | Cuba Alejandro Pasqual Manuel Montalvo Lázaro Betancourt Enrique Figuerola     | 41"37       | Francia Gérard Zingg Jean-Pierre Fabre Alain Roy Alain Moreaux     | 41"82       |
| 4×400 metri            | Gran Bretagna Adrian Metcalfe John Boulter Menzies Campbell Dick Steane | 3'12"02     | Germania Ovest Peter Hoppe Wolfgang Scholl Johannes Schmitt Hans-Joachim Reske | 3'13"02     | Italia Sergio Bello Marco Busatto Mario Fraschini Roberto Frinolli | 3'13"65     |
| Salto in alto          | Valerij Brumel'                                                         | 2,15        | Mauro Bogliatto                                                                | 2,09        | Roberto Abugattás                                                  | 1,99        |
| Salto con l'asta       | Hennadiy Bleznitsov                                                     | 4,60        | Alain Moreaux                                                                  | 4,30        | Bernard Balastre                                                   | 4,20        |
| Salto in lungo         | Igor' Ter-Ovanesjan                                                     | 7,95        | Wolfgang Klein                                                                 | 7,70        | Carlos Díaz Martínez                                               | 7,45        |
| Salto triplo           | Satoshi Shimo                                                           | 15,99       | Aleksandr Zolotarev                                                            | 15,94       | Luis Areta                                                         | 15,80       |
| Getto del peso         | Zsigmond Nagy                                                           | 18,44       | Mike Lindsay                                                                   | 17,76       | Dietrich Urbach                                                    | 17,72       |
| Lancio del disco       | Gaetano Dalla Pria                                                      | 51,63       | Mike Lindsay                                                                   | 51,23       | Dietrich Urbach                                                    | 51,03       |
| Lancio del martello    | Gennadiy Kondrashov                                                     | 65,76       | Gyula Zsivótzky                                                                | 65,72       | Masatoshi Wakabayashi                                              | 60,90       |
| Lancio del giavellotto | Janis Lusis                                                             | 79,77       | Hermann Salomon                                                                | 77,78       | Gergely Kulcsár                                                    | 77,62       |
| Decathlon              | Manfred Pflugbeil                                                       | 6487        | Gerd Lossdörfer                                                                | 6102        | non assegnata                                                      |             |

### Donne
| Specialità             | Oro                                                                            | Prestazione | Argento                                                                | Prestazione | Bronzo                                                           | Prestazione |
| 100 metri              | Renate Lace                                                                    | 11,91       | Vera Popkova                                                           | 12,02       | Miguelina Cobián                                                 | 12,11       |
| 200 metri              | Jutta Heine                                                                    | 24,60       | Renate Lace                                                            | 24,64       | Miguelina Cobián                                                 | 24,74       |
| 800 metri              | Olga Kazi                                                                      | 2'05,9      | Antje Gleichfeldt                                                      | 2'08,2      | Joy Catling                                                      | 2'10,3      |
| 80 metri ostacoli      | Jutta Heine                                                                    | 10,95       | Tat'jana Ščelkanova                                                    | 11,01       | Alla Chernisheva                                                 | 11,10       |
| 4×100 metri            | Unione Sovietica Alla Chernyshova Renate Lace Vera Popkova Tat'jana Ščelkanova | 46,5        | Germania Ovest Bärbel Palmi Antje Gleichfeld Elke Masnfeld Jutta Heine | 47,5        | Cuba Irene Martìnez Fulgencia Romay Norma Pérez Miguelina Cobián | 47,5        |
| Salto in alto          | Taïsija Čenčyk                                                                 | 1,72        | Susan Dennler                                                          | 1,67        | Heidemarie Hummel                                                | 1,65        |
| Salto in lungo         | Tat'jana Ščelkanova                                                            | 6,48        | Vlasta Prikrylová                                                      | 5,71        | Bärbel Palmié                                                    | 5,63        |
| Getto del peso         | Tamara Press                                                                   | 17,29       | Judit Bognár                                                           | 15,47       | Jolán Kleiber-Kontsek                                            | 14,75       |
| Lancio del disco       | Tamara Press                                                                   | 55,90       | Jolán Kleiber-Kontsek                                                  | 50,92       | Judit Bognár                                                     | 49,73       |
| Lancio del giavellotto | Almut Brömmel                                                                  | 49,61       | Ėl'vira Ozolina                                                        | 47,00       | Barbara Decker                                                   | 43,91       |

## Medagliere
| #      | Nazione          | Oro | Argento | Bronzo | Totale |
| ------ | ---------------- | --- | ------- | ------ | ------ |
| 1      | Unione Sovietica | 14  | 6       | 1      | 21     |
| 2      | Germania Ovest   | 4   | 7       | 6      | 17     |
| 3      | Gran Bretagna    | 3   | 6       | 3      | 12     |
| 4      | Ungheria         | 3   | 4       | 3      | 10     |
| 5      | Italia           | 2   | 2       | 4      | 8      |
| 6      | Giappone         | 2   | 1       | 1      | 4      |
| 7      | Cuba             | 1   | 2       | 3      | 6      |
| 8      | Francia          | 0   | 1       | 2      | 3      |
| 9      | Belgio           | 0   | 0       | 1      | 1      |
| 9      | Cecoslovacchia   | 0   | 0       | 1      | 1      |
| 9      | Lussemburgo      | 0   | 0       | 1      | 1      |
| 9      | Perù             | 0   | 0       | 1      | 1      |
| 9      | Spagna           | 0   | 0       | 1      | 1      |
| Totale | Totale           | 29  | 29      | 28     | 86     |